# Chitapol
Chitapol (nep. चित्तपोल) – gaun wikas samiti w środkowej części Nepalu w strefie Bagmati w dystrykcie Bhaktapur. Według nepalskiego spisu powszechnego z 2001 roku liczył on 998 gospodarstw domowych i 5497 mieszkańców (2757 kobiet i 2740 mężczyzn).